# Логинов, Владимир Фёдорович (партийный деятель)
Владимир Фёдорович Логинов (20 июня 1897, село Карповцы, Черниговская губерния — расстрелян 9 марта 1937, Москва) — советский партийный деятель, ответственный секретарь Одесского и Харьковского губернских комитетов КП(б)У. Член ЦК КП(б)У в апреле 1923 — мае 1924 г. Член ВУЦИК.

## Биография
Родился в семье мелкого служащего. В революционном движении с 1915 года. В 1916 году учился в Киевском университете Святого Владимира, вел революционную работу.
Член РСДРП(б) с марта 1917 года. Партийный псевдоним — "Павел".
После Февральской революции 1917 года — секретарь Подольского районного комитета РСДРП(б) города Киева, член Киевского комитета РСДРП(б).
В 1918 году был уполномоченным Организационного бюро по созыву Первого съезда КП(б)У. В 1918 году — председатель Харьковского подпольного губернского революционного комитета. В 1919 году — секретарь Харьковского губернского комитета КП(б)У, член Одесского подпольного губернского комитета КП(б)У.
В 1920 году — председатель Одесского губернского революционного комитета, ответственный секретарь Одесского губернского комитета КП(б)У.
С 1921 года работал на партийной работе в Кубанско-Черноморской области.
В 1923 — ответственный секретарь Киевского губернского комитета КП(б)У.
С 1923 года — член коллегии Народного комиссариата просвещения Украинской ССР. Затем — на ответственной советской и хозяйственной работе.
До июля 1936 года — управляющий треста «Кокс» Народного комиссариата тяжелой промышленности СССР.
29 июля 1936 года был арестован, приговорен к высшей мере наказания и 9 марта 1937 года расстрелян. Посмертно реабилитирован.

## Награды
- орден Ленина (23.03.1935) — за перевыполнение производственной программы 1934 года и значительные успехи по овладению техникой в области черной металлургии